# Christopher James Wollard
Chris Wollard es un cantante y guitarrista estadounidense que lideró Hot Water Music junto con Chuck Ragan.

## Biografía
Wollard comenzó tocando en una banda llamada Thread, originaria de Gainesville, su Florida natal. Fundó en 1994 Hot Water Music junto con Ragan, Jason Black y George Rebelo. Juntos grabaron 9 álbumes de estudio hasta su disolución, en 2006.
Wollard ha tenido una activa carrera en HWM y fuera de ella, creando proyectos paralelos junto a sus compañeros de HWM o con otros músicos. El primero fue junto a Rebelo, fundando The Blacktop Cadence entre 1996 y 1997. En 1998, él y Ragan fundaron una banda paralela a HWM llamada Rumbleseat, grabando un único disco "Is Dead" lanzado por No Idea. También, mediante este sello discográfico, Wollard presentó el disco de otro proyecto paralelo, Cro(w)s. Durty Bunny es el título del único trabajo de esta banda.
En 2006, Chuck Ragan decide dejar HWM y Wollard, Black y Rebelo (los demás integrantes de la banda) forman The Draft. Wollard lidera esta banda de post-hardcore y han lanzado ya un disco en 2006, In a Million Pieces, y un EP en 2007, autotitulado The Draft. Todo este material ha sido distribuido por la gigante del punk Epitaph.
Wollard colaboró también en 2004 con los míticos Bad Religion, coescribiendo dos canciones del álbum The Empire Strikes First, "The Quickening" y "Beyond Electric Dreams".